# 相磯秀夫
相磯 秀夫（あいそ ひでお、1932年3月3日 - ）は、日本の工学者。東京工科大学理事、慶應義塾大学名誉教授。

## 人物・経歴[1]
神奈川県生まれ。神奈川県立神奈川工業高等学校（電気科）卒業。慶應義塾大学工学部電気工学科卒業。慶應義塾大学大学院工学研究科電気工学専攻修士課程修了。通商産業省工業技術院電子技術総合研究所を経て、慶應義塾大学工学部教授。
1990年、環境情報学部設置に際して同学部に移り初代学部長に就任。その後大学院政策・メディア研究科委員長などを務めた。
1999年、東京工科大学に移り、日本最初の「メディア学部」の設立に参加して、初代メディア学部長に就任。同年6月、同大学学長に就任した。
2004年、有限責任中間法人Mozilla Japanの代表理事に就任。また、情報処理学会副会長や、国家プロジェクトであった「第五世代コンピュータ・スーパーコンピュータ・情報処理相互運用技術などの推進委員会」委員長などを歴任。慶應義塾大学工学部相磯研究室からは、村井純、徳田英幸や坂村健をはじめとするコンピュータ関連分野の多くの研究者を輩出した。この間、関西大学客員教授も務める。

## 略歴
- 1957年 通商産業省工業技術院電子技術総合研究所電子計算機部
- 1960年 イリノイ大学でILLIAC IIの演算制御装置の設計を担当[2]
- 1968年 慶應義塾大学 工学博士　論文は「計算機システム・シミュレーションに関する研究 」 [3]
- 1971年 慶應義塾大学工学部電気工学科教授
- 1990年 慶應義塾大学環境情報学部長
- 1994年 慶應義塾大学大学院政策・メディア研究科委員長
- 1999年 東京工科大学メディア学部長、学長
- 情報処理学会副会長
- 情報処理学会名誉会員
- 日本OSS貢献者賞・日本OSS奨励賞 審査委員長（2006年度～2009年度）

## 専門分野
- メディア学
- 次世代コンピュータ

## 研究業績
- 「計算機アーキテクチャ（岩波講座・情報科学-15）」岩波書店(1982)
- 「第5世代コンピュータと未来」講談社(1985)
- 「ノーベルコンピューティングへの挑戦」三田出版会(1990)
- 「電子計算機I－計算機基礎（電子情報通信学会大学シリーズH-3）コロナ社(1992)

## 受賞・栄典
（出典）
- 1968年 通商産業大臣賞
- 1977年 National Computer Conference最優秀論文賞
- 1979年 電子通信学会論文賞
- 1980年 情報処理学会論文賞、電子通信学会論文賞
- 1987年 通商産業大臣個人賞
- 1995年 情報処理学会功績賞、紫綬褒章
- 2006年 瑞宝中綬章[5]
- 2008年 C&C賞
- 2009年 高柳記念賞
- 2016年 大川賞